# Споруда

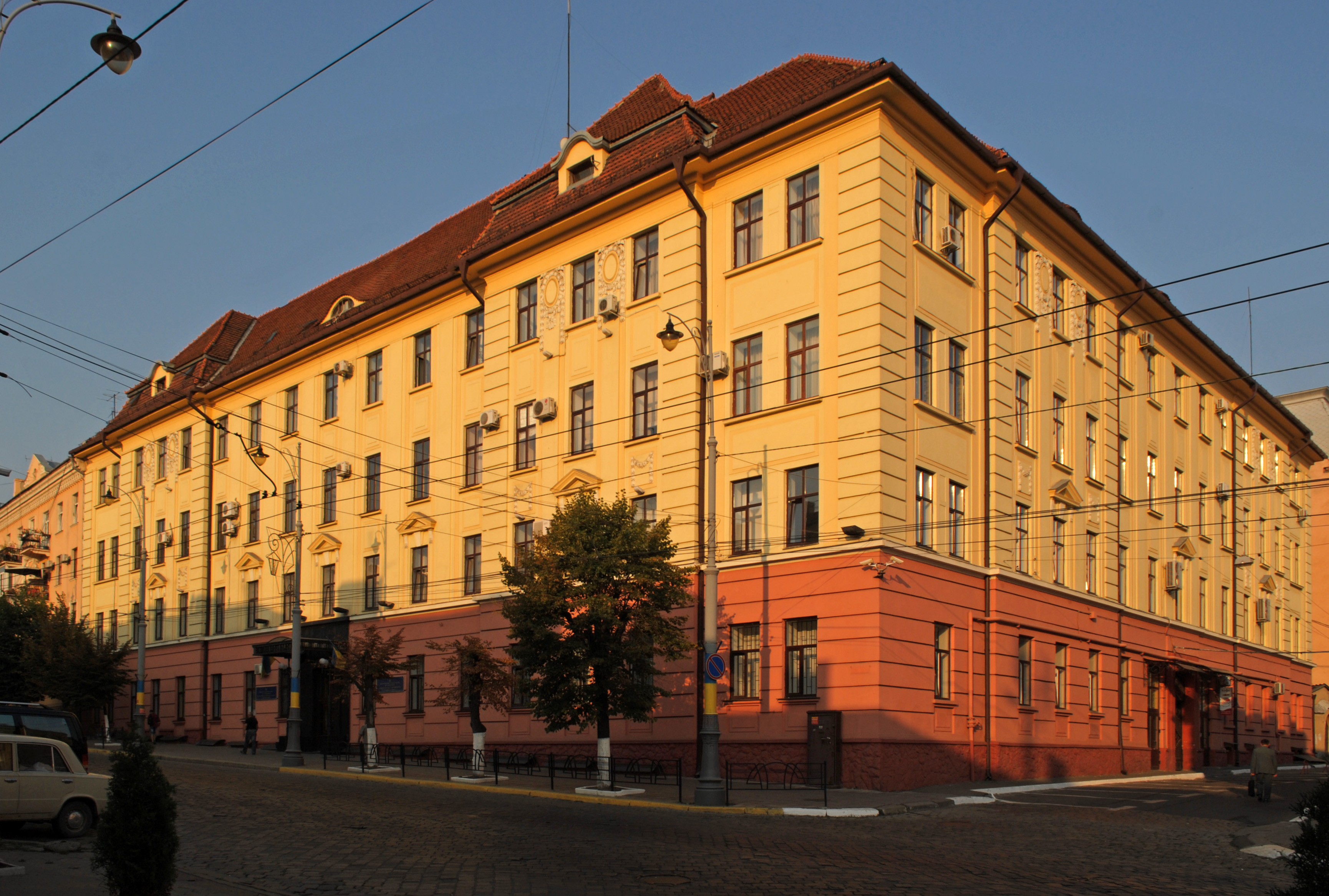
Адміністративна споруда, Чернівці

Спору́да — нерухома штучна структура (конструкція, також будівля) порівняно великого розміру.
Споруда — будівельна система, пов'язана з землею, яку створено з будівельних матеріалів, напівфабрикатів, устаткування та обладнання шляхом виконання будівельно-монтажних робіт.
Інженерні споруди — це об'ємні, площинні або лінійні наземні, надземні або підземні будівельні системи, що складаються з опорних та, в окремих випадках, огороджувальних конструкцій, які призначено для виконання виробничих процесів різних видів: розміщення устаткування, матеріалів та виробів, для тимчасового перебування і пересування людей, транспортних засобів, вантажів, переміщення рідких та газоподібних продуктів (дамби, тунелі, естакади, мости тощо).

## Словосполучення
- Архітектурна споруда
- Гідротехнічна споруда, наприклад, гребля
- Оборонна споруда, наприклад, дот
- Культова споруда
- Спортивна споруда

## Види

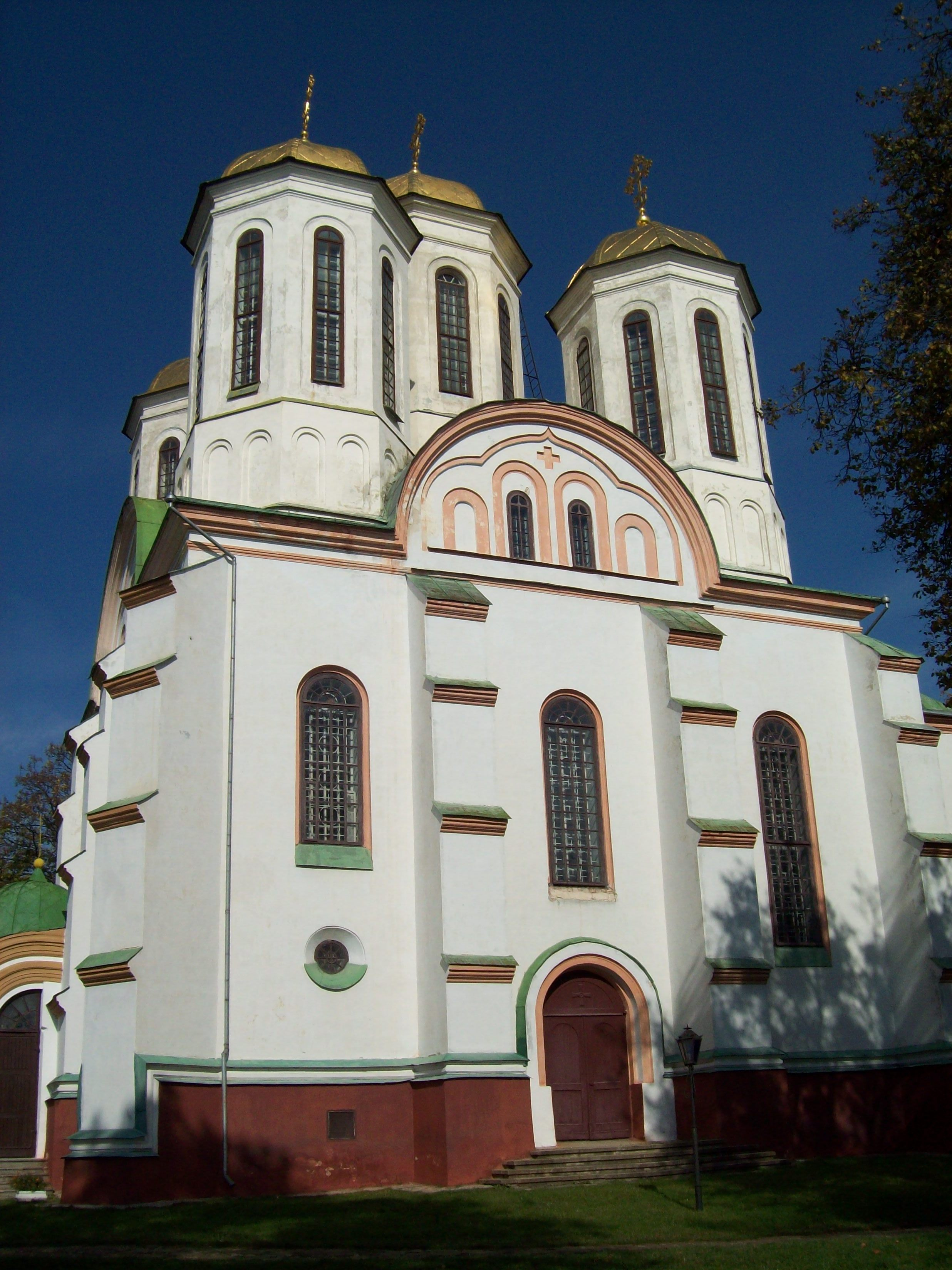
Церква, Острог

1. Архітектура об'ємних споруд:Церква, Острог

- Житлова,
- Культова,
- Громадська,
- Промислова.

2. Ландшафтний дизайн:
- Садово-паркова,
- Меморіальна,
- Декоративна.

3. Містобудування:
- Новобудови,
- Реставрація давніх будівель.

## Класифікація
Споруди можна класифікувати за такими ознаками:
1. Залежно від розташування осей елементів і навантажень:
- плоскі споруди, осі елементів яких і навантаження розташовані в одній площині;
- просторові споруди, осі елементів яких розташовані у різних площинах, або коли навантаження діють не у площині споруди.

2. За видом елементів, що утворюють споруди:
- стрижневі споруди — споруди, що складаються зі стрижнів, тобто таких елементів, два виміри яких є значно меншими від третього. До стрижневих споруд належать балки, ферми, рами, арки;
- тонкостінні споруди — споруди, що складаються з елементів, товщина яких є набагато меншою за інші розміри. Споруда, що складається з таких елементів, називається пластинчастою, якщо вона складається з пластин, тобто елементів, обмежених плоскими поверхнями, або оболонкою, якщо воно складається з оболонок — елементів, обмежених криволінійними поверхнями;
- масивні споруди — споруди, у яких всі три виміри є приблизно одного порядку, наприклад підпірні стіни, кам'яні склепіння, греблі, фундаменти.

3. Залежно від напрямку реакцій опор споруд розрізняють:
- безрозпірні споруди, у яких при вертикальному навантаженні виникають лише вертикальні реакції опор;
- розпірні споруди, реакції опор яких є похилими і можуть бути розкладені на горизонтальні і вертикальні складові; наявність горизонтальної складової опорних реакцій, що носить назву «розпір», є характерною особливістю розпірних систем. До розпірним споруд належать арки, склепіння і рами, арочні і вантові ферми.

## Конструктивні елементи
Конструктивні елементи споруди — частини споруди, які забезпечують її цілісність та потрібні технічні умови функціонування.
Конструкції бувають опорними і огороджуючими (більшість конструкцій одночасно виконують обидва завдання):
- Опорні конструкції сприймають навантаження від вище покладених конструктивних елементів;
- Огороджуючі конструкції захищають приміщення будинку від впливу навколишнього середовища, або розподіляють їх одне від іншого.

Будинки мають надземну та підземну частини. Фундаменти і стіни підвалів становлять підземну частину будинку, зовнішні стіни, міжповерхове перекриття, сходи, дах— надземну частину.

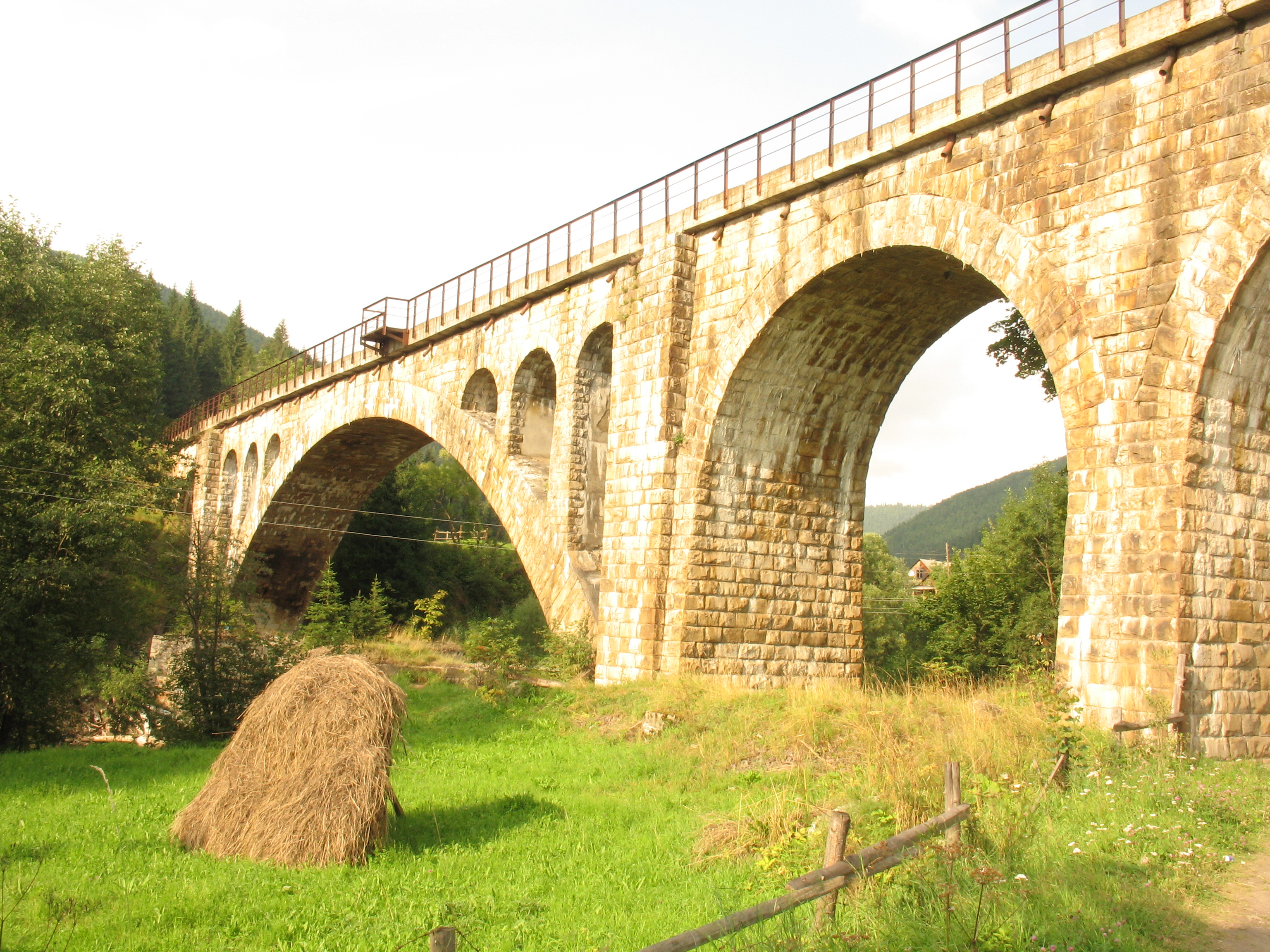
Міст, Ворохта

Конструктивні елементи житлового будинку: 
- фундамент

- підвальне перекриття
- стіни (зовнішні, внутрішні)
- міжповерхове перекриття
- перегородки
- горищне перекриття
- дах
- сходи
- вікна
- двері

- Вогнестійкість
- Міцність

Класифікація будівель і споруд та вимоги до них
У будівельній практиці розрізняють поняття «будівля» і «споруда». Спорудою прийнято називати усе, що штучно зведено людиною для задоволення матеріальних і духовних потреб суспільства.
Будівлею називають наземну споруду, що має внутрішній простір, призначений і пристосований для того чи іншого виду людської діяльності (наприклад, житлові будинки, заводські корпуси, вокзали тощо). Таким чином, ми бачимо, що поняття «споруда» ніби містить у собі також, поняття «будівля». У практичній діяльності, прийнято усі інші споруди відносити до так званих «інженерних». Іншими словами це споруди, призначені для виконання суто технічних завдань (наприклад, міст, телевізійна щогла, тунель, станція метро, димар, резервуар тощо). Внутрішній простір будівель розподіляється на окремі приміщення (житлова кімната, кухня, аудиторія, службовий кабінет, цех тощо). Приміщення, розташовані в одному рівні, утворюють поверх. Поверхи розділяються перекриттями. У будь-якому будинку можна умовно виділити три групи взаємно пов'язаних між собою частин елементів, що у той же час ніби доповнюють і визначають один одного: об'ємно-планувальні елементи, тобто великі частини, на які можна розподілити весь обсяг будинку (поверх, окреме приміщення, частина будівлі між основними його стінами, тощо); конструктивні елементи, котрі визначають структуру будинку (фундаменти, стіни, перекриття, дах тощо); будівельні вироби, тобто порівняно дрібні деталі, з яких складаються конструктивні елементи. Форма будівлі в плані, її розміри, а також розміри окремих приміщень, поверховість і інші характерні ознаки визначаються в ході проектування будівлі з урахуванням її призначення. Будь-яка будівля має відповідати певним основним вимогам:
1) функціональної доцільності, тобто будівля має цілком відповідати тому процесу, для якого вона призначений (зручність проживання, праці, відпочинку тощо);
2) технічної доцільності, тобто будинок повинен надійно захищати людей від зовнішніх впливів (низьких чи високих температур, опадів, вітру), бути міцним і стійким, тобто витримувати різні навантаження, та довговічним, тобто зберігати нормальні експлуатаційні якості у часі;
3) архітектурно-художньої виразності, тобто будинок повинний бути привабливим за своїм зовнішнім (екстер'єр) та внутрішнім (інтер'єр) виглядом, сприятливо впливати на психологічний стан і свідомість людей;
4) економічної доцільності, що передбачає найбільш оптимальні для даного виду будівлі витрати праці, засобів і часу на її зведення. У цьому разі, треба також поряд з одноразовими витратами на будівництво, враховувати і витрати, пов'язані з експлуатацією будівлі.
Комплекс цих вимог розглядається комплексно. Зазвичай під час проектування будинку прийняті рішення є результатом узгодження з урахуванням усіх вимог, що забезпечують їх наукову обґрунтованість. Головною з перерахованих вимог є функціональна (технологічна) доцільність. Через те, що будинок є матеріально-організованим середовищем для здійснення людьми найрізноманітніших процесів праці, побуту та відпочинку, приміщення будинків повинні найбільш повно відповідати тим процесам, на які дане приміщення розраховане; отже, основним у будинку чи окремих приміщеннях є його функціональне призначення: головне та допоміжні. Так, у будинку школи головною функцією є навчальні заняття, тому шкільна споруда, в основному, складається з навчальних приміщень (класні кімнати, лабораторії тощо). Поряд з цим, у будинку здійснюються і допоміжні завдання: харчування, громадські заходи, керівництво тощо. Для такої мети передбачаються спеціальні приміщення: їдальні та буфети, актові зали тощо. У цьому разі перераховані функції для цих приміщень будуть головними. Їм же відповідають свої підсобні функції. Усі приміщення в будинку, що відповідають головним і допоміжним завданням, пов'язуються між собою комунікаційними приміщеннями, основне призначення яких - забезпечувати переміщення людей (коридори, сходи, вестибулі). Якість середовища залежить від таких чинників, як: простір для діяльності людини, розміщення устаткування та рух людей; стан повітряного середовища (температура і вологість, повітрообмін у приміщенні); звуковий режим (забезпечення чутності і захисту від шумів); світловий режим; видимість і зорове сприйняття; забезпечення зручності пересування і безпечної евакуації людей.
Задля того, щоб правильно запроектувати приміщення, необхідно врахувати усі вимоги, що визначають якість середовища. Ці вимоги для кожного виду будинків і його приміщень установлюються Державними будівельними нормами (ДБН) — основним державним документом, що регламентує проектування і будівництво будівель і споруд в Україні.
Технічна доцільність будинку визначається рішенням його конструкцій, що повинне враховувати усі зовнішні впливи, які сприймаються будинком у цілому й його окремими елементами. Ці впливи поділяють на силові і не силові (вплив середовища). До силових відносять: навантаження від власної маси елементів будинку (постійні навантаження), маси устаткування, людей, снігу, навантаження від дії вітру (тимчасові) і особливі (сейсмічні навантаження, впливи в через аварії устаткування тощо). До несилових впливів відносять: температурні впливи (викликають зміну лінійних розмірів конструкцій), впливи атмосферної і ґрунтової вологи (викликають зміну властивостей матеріалів конструкцій), рух повітря (зміна мікроклімату в приміщенні), вплив променистої енергії сонця (викликає зміну фізико-технічних властивостей матеріалів конструкцій), вплив агресивних хімічних домішок, що містяться у повітрі (можуть призвести до руйнування конструкцій), біологічні впливи (які викликано мікроорганізмами чи комахами, що приводить до руйнування конструкцій), вплив шуму від джерел усередині чи поза будинком, що порушує нормальний акустичний режим приміщення. З урахуванням зазначених впливів, будинок повинен задовольняти вимоги міцності, стійкості і довговічності.
Міцністю будинку називають здатність сприймати впливи без руйнування й істотних залишкових деформацій.
Стійкістю (твердістю) будинку називають здатність зберігати рівновагу за зовнішніх впливів.
Довговічність означає міцність, стійкість та витривалість як будинку у цілому, так і його елементів у часі.
Будівельні норми і правила поділяють будинки за довговічністю на чотири ступені: 
- І — термін служби понад 100 років;
- ІІ — від 50 до 100 років;
- ІІІ — від 20 до 50 років;
- IV — від 5 до 20 років.

Важливою технічною вимогою до будинків є пожежна безпека: перелік заходів, що зменшують можливість виникнення пожежі а, отже, загоряння конструкцій будинку. Застосовувані для будівництва матеріали та конструкції поділяють на незаймисті, важкозаймисті і займисті. Конструкції будинку характеризуються також межею вогнестійкості, тобто опором впливу вогню (у годинах) до втрати міцності чи стійкості, або до утворення наскрізних тріщин чи підвищення температури на поверхні конструкції з боку, протилежної дії вогню, до 140 С (у середньому). За вогнестійкістю будинки розділяють на п'ять ступенів залежно від ступеня загоряння і межі вогнестійкості конструкцій. Найбільшу вогнестійкість мають будинки І ступеня, найменшу — V ступеня. До будинків І, ІІ та ІІІ ступенів вогнестійкості відносять кам'яні будинки, до IV — дерев'яні оштукатурені, до V — дерев'яні не оштукатурені. У будинках І та ІІ ступенів вогнестійкості стіни, опори, перекриття і перегородки незаймисті. У будинках ІІІ ступеня вогнестійкості стіни й опори незаймисті, а перекриття і перегородки важкозаймисті. Дерев'яні будинки IV і V ступенів вогнестійкості за протипожежними вимогами, повинні мати не більш двох поверхів.
Архітектурно-художні якості будинку визначаються ознаками естетики. Будинок мусить бути зручним функціонально та технічно. Естетичні якості будинку чи комплексу будинків відносять до рівня архітектурно-художніх образів, тобто рівня мистецтва, що засобами архітектури відображає визначену ідею, яка активно впливає на свідомість людей. Для досягнення необхідних архітектурно-художніх якостей використовують композицію, масштабність, освітлення та інше.
Під час вирішення економічних вимог необхідно обґрунтовано прийняти розміри і форму приміщень з урахуванням дійсних потреб людей. Так, у міріу вирішення житлової проблеми в Україні підвищується норма житлової площі на особу, квартири стають зручнішими за плануванням, мають велику допоміжну площу, вбудоване устаткування.
Економічна доцільність у рішенні технічних завдань включає забезпечення міцності і стійкості будинку, його довговічності. До того ж потрібно, щоб вартість 1 м. кв. площі чи 1 м. куб. обсягу будинку не перевищувала встановленої межі. Зниження вартості будинків може досягатися раціональним плануванням і недопущенням надмірностей під час встановлення площ і обсягів приміщень, а також внутрішньої і зовнішньої обробки; вибором найоптимальніших конструкцій з урахуванням виду будинку і умов його експлуатації; застосуванням сучасних методів і прийомів виконання будівельних робіт з урахуванням досягнень будівельної науки і техніки. Для вибору економічно доцільних рішень ДБНами встановлено розподіл будинків за капітальністю на чотири класи залежно від їхнього призначення і значимості. Наприклад, будинок може бути віднесено до першого класу, якщо він має також ступінь вогнестійкості і довговічності, виконаний з першосортних матеріалів, конструкції мають достатній запас міцності, якщо приміщення у ньому мають усі види благоустрою, що відповідають його призначенню, підвищено якість обробки. Будинки у залежності від призначення прийнято поділяти на цивільні, промислові та сільськогосподарські.